# Музыка для дискотек (Non-Stop Dancing)
«Музыка для дискотек» (Non-Stop Dancing) — альбом танцевальных ремиксов песен группы «Комбинация», выпущенный в 1995 году. Создан под руководством Александра Толмацкого и содержит дискотечные версии известных хитов коллектива: «Не забывай», «American Boy», «Вишневая „девятка“», «Бухгалтер», «Два кусочека колбаски» и прочих.

## Об альбоме
После убийства продюсера и сооснователя «Комбинации» Александра Шишинина, коллектив стал работать под началом Александра Толмацкого, записав с ним свой очередной альбом — «Самая, самая» (1994). Параллельно продюсер и его рекорд-лейбл Media Star занялись переосмыслением прежнего материала гёрлз-бэнда на собственной студии Mix Media с использованием закупленных в США новых технологий цифровой звукозаписи и обработки. «Теперь мне достаточно спеть песню один раз, а компьютер сделает всё остальное — аранжирует, поправит музыкальные ошибки, которые при живом пении бывают у всех, запишет музыкальное сопровождение любого стиля», — объясняла суть и достоинства приобретения Татьяна Иванова, оставшаяся к тому моменту единственной вокалисткой группы.
Результатом эксперимента с передовыми технологиями стал альбом «Музыка для дискотек» (Non-Stop Dancing) (1995), состоявший из современно аранжированных танцевальных ремиксов прошлых хитов «Комбинации», среди которых «Не забывай», «American Boy», «Вишневая „девятка“», «Бухгалтер» и другие. При этом записывать каких-либо новых вокальных партий Ивановой не пришлось — проект полностью создавался с использованием старых фонограмм. Альбом вышел как на кассетах, так и на компакт-дисках. В прессе очередная работа группы получила позитивные отзывы. В том же году лейбл Media Star выпустил на мощностях Mix Media аналогичный альбом с дискотечными ремиксами песен экс-солистки «Комбинации» Алёны Апиной под названием «Музыка для дискотек» (Remake).

## Рецензии
Ведущий «Звуковой дорожки МК» Артур Гаспарян в 1995 году констатировал, что «Комбинация» в очередной раз напомнила о себе примечательным альбомом, продемонстрировав, что является исключением из верной для российских поп-фронтов формулы «ничто не вечно под луной». Альбом «Музыка для дискотек», согласно критику, был записан в одной из самых навороченных московских студий с использованием современнейших технологий, позволяющих «левой ногой заделать и симфонию, и рапсодию, и прелюдию, и эпитафию», не говоря уже об эстрадном или дискотечном шлягере. При этом «Комбинацию», по мнению Гаспаряна, по итогам данного проекта вполне можно зачислить в узкий круг тех, кто способен применять подобные продвинутые возможности точно и в меру. Суть альбома он описал как «старые хиты в новом прочтении», отметив, что большая часть из них ранее и так была востребована на дискотеках. Теперь же, когда «на танцевальной музыке свет клином сошелся», а эти песни получили аранжировки, отвечающие последним требованиям современной данс-музыки, успех и востребованность диска, по мнению Гаспаряна, не заставят себя ждать. «Альбом распродаётся со скоростью космической ракеты», — подытожил он.
Со своей стороны обозреватель «Музыкальной правды» Максим Трушин в связи с выходом «Музыки для дискотек» аналогично Гаспаряну констатировал, что «Комбинация» остаётся в числе редких групп из конца 1980-х годов, кто продолжает и сегодня «гореть ярким и пульсирующим пламенем», в то время как другие «исчезли бесследно или так затерялись, что иных уж не назовёшь…». Очередной альбом ансамбля, по мнению критика, в результате использования новых технологий является «приворотным зельем», которое удачно ложится в концепцию дискотечного драйва, исповедуемую диджеями всевозможных танцевальных залов, зацикленных однако на западном материале из-за отсутствия достойных русских образцов. Теперь же, по мнению Трушина, такой образец у них появился.

## Трек-лист
| №   | Название                     | Текст песни | Музыка      | Длительность |
| --- | ---------------------------- | ----------- | ----------- | ------------ |
| 1.  | «Не забывай»                 | А. Шишинин  | В. Окороков | 4:22         |
| 2.  | «Бухгалтер»                  | А. Апина    | В. Окороков | 5:23         |
| 3.  | «Два кусочека колбаски»      | Т. Иванова  | В. Окороков | 5:03         |
| 4.  | «Мама-Russia»                | А. Апина    | В. Окороков | 4:59         |
| 5.  | «Московская прописка»        | А. Шишинин  | В. Окороков | 6:07         |
| 6.  | «Ой, Серёга»                 | Ю. Дружков  | В. Окороков | 6:18         |
| 7.  | «American Boy»               | А. Шишинин  | В. Окороков | 6:02         |
| 8.  | «Лёшка»                      | А. Апина    | В. Окороков | 6:24         |
| 9.  | «Вишнёвая „девятка“»         | Т. Иванова  | В. Окороков | 5:39         |
| 10. | «Берег красный, берег белый» | Ю. Дружков  | В. Окороков | 4:33         |